# Additivi per calcestruzzo
Gli additivi per il calcestruzzo (in inglese additives, admixtures) si distinguono fra le aggiunte e gli additivi veri e propri.

Gli additivi sono sostanze chimiche che vengono disciolte o disperse nell'acqua in piccole quantità (circa dal 0.2% al 2%), che modificano le proprietà chimiche e fisiche del calcestruzzo, inoltre inducono particolari modifiche nelle proprietà del materiale fresco e indurito.

## Caratteristiche
Secondo la UNI EN 197/1 la quantità totale di additivi da aggiungere all'impasto non deve superare l'1,0% rispetto al cemento (espresso in kg/m3).
Gli additivi non devono favorire la corrosione delle armature o influenzare negativamente le proprietà del cemento o dei conglomerati con essi confezionati.

## Classificazione
Gli additivi vengono classificati a seconda della funzione coinvolta nel miglioramento.
Gli additivi più comunemente utilizzati sono: 

### Fludificanti
I fluidificanti e plasticizzanti (plasticizers) o "riduttori di acqua", sono scomparsi di fatto dal mercato da quando, a metà degli anni 70 furono rimpiazzati dai superfluidificanti, molto più efficaci. I fluidificanti migliorano la lavorabilità del calcestruzzo a pari valore del rapporto acqua/cemento (a/c). Tali additivi inoltre, poiché determinano una diminuzione della tensione superficiale dell'acqua di impasto, consentono di ridurre il fabbisogno d'acqua per la data consistenza desiderata. Pertanto senza modificare il dosaggio di cemento (riduzione del rapporto a/c) ne risulta un aumento della resistenza caratteristica a compressione (Rck) e una miglioria della durabilità. Riducono anche il ritiro igrometrico.
Erano di norma a base di ligninsolfonato ottenuto come residuo dell'estrazione della cellulosa dal legno.
Sono stati impiegati anche altri prodotti quali il gluconato sodico e il glucosio, più costosi ma anche più efficaci del ligninsolfato.

### Superfluidificanti
I superfluidificanti (superplasticizers - SF) o super riduttori di acqua (HRWR - High-range water reducer) hanno le stesse caratteristiche dei fluidificanti ma sono circa quattro volte più efficaci. Sono tutti a base di polimeri idrosolubili. 
I primi superfluidificanti (anni '70) erano a base di polinaftalensolfonati (PNS) o polimelanninsolfonati (PMS) inventati rispettivamente dal giapponese Hattori e dal tedesco Anigesberger. 
Di recente (fine anni '80) sono stati introdotti additivi a base di poliacrilati (PA) o policarbossilati (PC) privi di gruppi solfonici. 
In linea di massima con un dosaggio dell'1% di additivo, rispetto alla massa del cemento, si può ridurre il tenore di acqua di impasto del 20-30%. Dosaggi maggiori del 2% si utilizzano per cementi contenenti fumo di silice essendo enormemente più fino del cemento.

### Acceleranti
Gli acceleranti di presa e di indurimento (BE - accelerators) hanno la funzione di modificare il grado di idratazione del cemento alle brevi stagionature in modo da ridurre i tempi di presa (acceleranti di presa) o di incrementare la resistenza meccanica nei primi giorni (acceleranti di indurimento) soprattutto nei climi invernali quando la bassa temperatura rallenta la reazione tra l'acqua e il cemento. 
La UNI EN 934-2 distingue gli additivi acceleranti di presa da quelli acceleranti di indurimento nel seguente modo: 
- i primi devono garantire un tempo di presa iniziale di 30 minuti a 20 °C e al massimo il 60% del tempo di presa iniziale a 5 °C,
- i secondi devono permettere di raggiungere come minimo il 120% della resistenza alla compressione dopo 1 giorno a 20 °C e minimo il 130% dopo 2 giorni a 5 °C.

I suddetti valori sono misurati su un impasto di calcestruzzo con caratteristiche simili a quello da utilizzare.

### Ritardanti
I ritardanti di presa e di indurimento (VZ - retarders) hanno la funzione di ridurre il grado di idratazione del cemento nelle prime ore, soprattutto in climi caldi quando le alte temperature accelerano l'idratazione del cemento con perdita di lavorabilità la quale può ostacolare il trasporto del calcestruzzo in cantiere, le operazioni di getto e di finitura. 
Sono costituiti prevalentemente da prodotti organici quali gluconato, glucosio, zuccheri. 
Tali prodotti non modificano sostanzialmente le prestazioni del calcestruzzo in servizio;

### Aeranti
Gli aeranti (AEA - air entraining agents) modificano la tensione superficiale dell'acqua e favoriscono la formazione artificialmente nel getto di calcestruzzo di bolle d'aria a seguito dell'agitazione dell'impasto in betoniera. La presenza di micropori nella matrice cementizia migliora la resistenza ai cicli di gelo e disgelo poiché la pressione idraulica che si viene a creare a causa della formazione di ghiaccio, conseguente all'aumento di volume dell'acqua di circa l'8%, viene scaricate in queste microbolle (raggio 50-250 µm). 
In genere però determinano una leggere caduta della resistenza a compressione e un aumento delle deformazioni viscose.
Trovano applicazione in calcestruzzi per classi di esposizione XF.

### Viscosizzanti
I modificatori di viscosità o viscosizzanti (VMA - viscosity modifiyng admixtures) si impiegano per evitare i fenomeni di segregazione e di bleeding soprattutto nei calcestruzzi autocompattanti specialmente quando il contenuto dei componenti fini della miscela (cemento, filler) è al di sotto della soglia critica di 450 kg/m3.

### Antiritiro
I riduttori di ritiro (SRA - shrinkage reducing admixtures)sono prodotti liquidi a base di sostanze organiche (generalmente a base di poliglicoli come l'etere propilenglicolico o il neopentilglicole) che agiscono sulla tensione superficiale dell'acqua presente nei micropori del calcestruzzo e fanno diminuire il ritiro  igrometrico e quello plastico provocati dall'evaporazione dell'acqua del calcestruzzo nello stato rispettivamente indurito e fresco.
Tali additivi riducono anche il ritiro autogeno che si manifesta, anche in assenza di evaporazione, nei calcestruzzi confezionati con rapporti a/c molto bassi (<0,40).
Si deve tener conto che, sebbene questi additivi fanno diminuire il ritiro per essiccamento, essi possono influenzare anche altre caratteristiche del calcestruzzo come la resistenza meccanica, il modulo di elasticità, ecc.

### Altri
Altri additivi meno usati sono:
- Adesivi: utilizzati per le riprese di getto[3]
- Impermeabilizzanti: riducono la porosità del calcestruzzo
- Espansivi: servono a contrastare il ritiro del getto. Contengono polvere di alluminio preparata. Con la formazione di bollicine di idrogeno si produce un effetto espansivo.
- Inibitori di corrosione: sono prodotti che vengono aggiunti all'impasto con l'obiettivo di passivare i ferri di armatura. I più diffusi sono quelli a base di nitrito di calcio.
- Idrofobizzanti: sono prodotti applicati sulla superficie del getto per rendere idrorepellente l'epidermide del calcestruzzo (ma anche di altri materiali da costruzione come la pietra e i mattoni a vista. Sono a base di alchil-alossi-silani, detti anche silani. Sono stati tuttavia studiati prodotti a base di silani da aggiungere direttamente nell'impasto per rendere il calcestruzzo idrofobizzato in tutta la sua massa e non solo in superficie.
- Antigelo: si comportano come gli acceleranti, poiché aumentando la velocità di idratazione del cemento determinano un innalzamento della temperatura del getto.
- Battericidi o fungicidi: sono prodotti per trattamente i superficiali che inibiscono la crescita di alghe e funghi, purché le superfici da trattare siano preliminarmente lavate con detergenti. Sono a base di benzoato sodico, fenoli polialogenati, sali di rame o arsenico.
- Coloranti: con funzione puramente estetica.

Tra gli additivi utilizzati come trattamenti superficiali:
- Disarmanti
- Stagionanti (curing agents).

## Dosaggi ottimali
Spetta al produttore di calcestruzzo verificare preliminarmente i dosaggi ottimali di additivo per conseguire le prestazioni reologiche e meccaniche richieste oltre che per valutare eventuali effetti indesiderati.

## Conformità alla normativa
Gli additivi per la produzione del calcestruzzo devono possedere la marcatura CE ed essere conformi, in relazione alla particolare categoria di prodotto cui essi appartengono, ai requisiti imposti dai rispettivi prospetti della norma UNI EN 934 (parti 2, 3, 4, 5). 
Per gli altri additivi che non rientrano nelle classificazioni della norma si dovrà verificarne l'idoneità all'impiego in funzione dell'applicazione e delle proprietà richieste per il calcestruzzo. 

## Marcatura CE
La marcatura CE non rappresenta un marchio di qualità del prodotto ma sta a significare che il prodotto soddisfa i requisiti essenziali previsti per quel prodotto e per l'impiego previsto.
Per gli additivi sottoposti a marcatura CE è previsto un solo sistema di attestazione di conformità CE:
- livello 2+: è richiesta una dichiarazione di conformità CE alla norma UNI EN 934-2 rilasciata dal produttore accompagnata dalla certificazione del Controllo del processo di Fabbrica (Factory Control Production o FPC) rilasciata da un organismo notificato.

Generalmente la marcatura CE avviene mediante l'apposizione di un'etichetta direttamente sui prodotti, o sull'imballaggio ovvero mediante stampa dell'etichetta sul Documento di Trasporto (DDT).

## Documentazione di accompagnamento
Ogni fornitura, in cantiere e presso le centrali di betonaggio, deve essere accompagnato dalla seguente documentazione:
- documento di trasporto (DDT);
- dichiarazione di conformità CE rilasciata dal produttore riportante almeno le seguenti indicazioni:
  - nome dell'azienda produttrice;
  - descrizioni del prodotto;
  - indirizzo dello stabilimento;
  - numero dell'FPC;
- certificazione del Controllo del processo di Fabbrica rilasciato da un organismo notificato;
- etichetta riportante il simbolo CE applicata sull'imballaggio o sul DDT.

### Etichetta CE
L'etichetta con il simbolo di marcatura CE, nella versione semplificata deve riportare almeno le seguenti informazioni:
- marcatura di conformità CE, consistente nel simbolo «CE»
- numero di identificazione dell'Organismo di certificazione (es. 0123)
- nome o marchio identificativo e indirizzo del produttore
- ultime due cifre dell'anno in cui è stata applicata la marcatura (es. 10 per 2010)
- numero del certificato di conformità dell'FPC (es. 0123CPD). Spesso tale numero è associato al precedente (es. 0123CPD-010)
- norma a cui il prodotto e conforme (ad esempio UNI EN 934-2)

Nella forma estesa (metodo 3) l'etichetta può contenere:
- descrizione del prodotto
- informazioni sul prodotto e sulle caratteristiche rilevanti

### Normativa
- UNI EN 934-2:2012: Additivi per calcestruzzo, malta e malta per iniezione - Parte 2: Additivi per calcestruzzo - Definizioni, requisiti, conformità, marcatura ed etichettatura